# Henry de Gérin-Ricard
Pour les articles homonymes, voir Gérin et Ricard (homonymie).
Henry de Gérin-Ricard (né à Marseille le 8 novembre 1864, où il est mort le 12 octobre 1944) est un érudit provençal, à la fois archéologue, cadre de la compagnie des docks et conservateur adjoint du musée d'archéologie de Marseille.  

## Famille
Henry de Gérin-Ricard est le descendant d'une famille de la noblesse provençale. Sa mère Agnès de Gérin-Ricard, née en 1833 épouse en 1862 son lointain cousin Léon de Gérin-Ricard mort en 1890 au château de Valdonne. 
Il est l'aîné de deux autres enfants : Gaston (né en 1865) et Félix (né en 1871) et le neveu de l'essaiste Lazare de Gérin-Ricard, né en 1828.

## Biographie
Le 10 mars 1918, Henry de Gérin-Ricard devient membre de l'Académie des sciences, lettres et beaux-arts de Marseille, section scientifique, dans le fauteuil d'Henri Mayor de Montricher, Académie dont l'un de ses ancêtres, Jean Joseph de Gérin, avait été l'un des fondateurs en 1726[réf. nécessaire].
Il est également : 
- Président de la Société de statistique des Bouches-du-Rhône pendant deux ans, puis secrétaire perpétuel.
- Membre de l'académie d'Aix et de l'Académie de Vaucluse.
- Membre du conseil héraldique de France.
- Membre de la Société nationale des antiquaires de France.
- Membre de l'Institut de Carthage.
- Correspondant du ministère de l'Instruction publique pour les travaux historiques.
- Conservateur adjoint du musée, château Borély.
- Collaborateur au Sémaphore et à la Revue historique de Provence.

Dans le Dictionnaire Biographique des Bouches-du-Rhône (Paris 1901), il est décrit comme "publiciste, cours Devilliers à Marseille et Château de Valdonne par La Destrousse".
Château de la Malvesine à la Bourine (Bouches-du-Rhône).
Il joue un rôle important dans la recherche archéologique en Provence en particulier par ses fouilles à Roquepertuse, et de l'Oppidum de Saint-Pierre à Martigues, en 1917.

## Publications
- Actes concernant les vicomtes de Marseille et leurs descendants (avec É. Isnard), Monaco-Paris 1926.
- Le Sanctuaire préromain de Roquepertuse à Velaux, Bouches-du-Rhône : son trophée, ses peintures, ses sculptures. Etude sur l'art gaulois avant les temps classiques, Marseille, 1927.
- Le Sanctuaire préromain de Roquepertuse (fouilles de 1927), Marseille, 1929.
- Préhistoire et protohistoire, Marseille, 1931.
- avec Paul Couissin, Carte archéologique de la Gaule romaine. 1, Carte (partie orientale) et texte complet du département des Alpes-Maritimes, Paris, 1931.
- avec Paul Couissin, Carte archéologique de la Gaule romaine. 2, Carte (partie orientale) et texte complet du département du Var, Paris, 1932.
- avec Gustave Arnaud d'Agnel, Les antiquités de la vallée de l'Arc en Provence, Aix, Typographie et lithographie B. Niel, 1907, 334 p.
- Carte archéologique de la Gaule romaine. 6, Carte et texte complet du département des Basses-Alpes, Paris, 1937.